# مدیسون پارکر
مدیسون پارکر (به انگلیسی: Madison Parker) (زاده ۲۱ ژوئن ۱۹۸۹ در مجارستان) بازیگر فیلم های پورنو اهل مجارستان است. او در سال ۲۰۰۷ در سن ۱۸ سالگی وارد صنعت پورنوگرافی شد و تا کنون بیش از صد فیلم پورنو بازی کرده است.